# 曾润洲
曾润洲，中华人民共和国政治人物、全国脱贫攻坚先进个人。

## 生平
曾润洲任江西省井冈山市人民武装部职工。因在脱贫攻坚战中作出突出贡献，2021年2月25日全国脱贫攻坚总结表彰大会上，曾润洲被授予“全国脱贫攻坚先进个人”。